# 易卜拉欣·阿米尼
阿亚图拉易卜拉欣·阿米尼（波斯語：ابراهیم امینی，1925年6月30日—2020年4月24日），伊朗政治家。他于1983年至2007年期间担任专家会议成员。1985年至2006年期间担任专家会议第二副主席。1996年至2020年期间担任确定国家利益委员会成员。2016年再度当选专家会议成员。他曾被认为是下一任伊朗最高领袖可能的候选人之一。
阿米尼是前总统马哈茂德·艾哈迈迪内贾德的批评者之一。
2020年4月，他在库姆的一家医院去世，享年94岁。